# Super Bowl IX
Super Bowl IX je bio završna utakmica 55. po redu sezone nacionalne lige američkog nogometa. U njoj su se sastali pobjednici NFC konferencije Minnesota Vikingsi i pobjednici AFC konferencije Pittsburgh Steelersi. Pobijedili su Steelersi rezultatom 16:6, te tako osvojili svoj prvi naslov prvaka.
Utakmica je odigrana na Tulane Stadiumu u New Orleansu u Louisiani, kojem je to bilo treće domaćinstvo Super Bowla (zadnje Super Bowl VI 1972. godine).

## Tijek utakmice
| Četvrtina | Vrijeme | Momčad | Informacija o promjeni rezultata                                                 | Rezultat | Rezultat |
| Četvrtina | Vrijeme | Momčad | Informacija o promjeni rezultata                                                 | 49ers    | Steelers |
| --------- | ------- | ------ | -------------------------------------------------------------------------------- | -------- | -------- |
| 2         | 7:11    | PIT    | safety nakon obaranja quarterbacka (White)                                       | 0        | 2        |
| 3         | 13:25   | PIT    | touchdown probijanjem (Harris), uspješan pokušaj za dodatni poen (Gerela)        | 0        | 9        |
| 4         | 10:33   | MIN    | touchdown nakon blokiranog punta (Brown), promašen pokušaj za dodatni poen       | 6        | 9        |
| 4         | 3:31    | PIT    | touchdown dodavanjem (Bradshaw-Brown), uspješan pokušaj za dodatni poen (Gerela) | 6        | 16       |

## Statistika utakmice

### Statistika po momčadima
| Statistika                                                      | Minnesota Vikings | Pittsburgh Steelers |
| --------------------------------------------------------------- | ----------------- | ------------------- |
| Prvih pokušaja                                                  | 9                 | 17                  |
| Ukupno osvojenih jardi                                          | 119               | 333                 |
| Broj napada probijanjem                                         | 21                | 57                  |
| Ukupno jardi osvojenih probijanjem                              | 17                | 249                 |
| Broj napada s kompletiranim dodavanjem/ukupno napada dodavanjem | 11/26             | 9/14                |
| Ukupno jardi osvojenih dodavanjem                               | 102               | 84                  |
| Izgubljenih lopti                                               | 5                 | 2                   |
| Prekršaji (izgubljenih jardi)                                   | 4 (18)            | 8 (122)             |
| Vrijeme posjeda lopte (min:s)                                   | 21:13             | 38:47               |

### Statistika po igračima
| Quarterback          | Dodavanja* | Yds** | TD*** | Int**** |
| -------------------- | ---------- | ----- | ----- | ------- |
| Fran Tarkenton (MIN) | 11/26      | 102   | 0     | 3       |
| Terry Bradshaw (PIT) | 9/14       | 96    | 1     | 0       |

Napomena: * - broj kompletiranih dodavanja/ukupno dodavanja, ** - ukupno jardi dodavanja, *** - broj touchdownova (polaganja), **** - broj izgubljenih lopti